# Sergueï Platonov
Sergueï Fiodorovitch Platonov (en russe : Серге́й Фёдорович Плато́нов), né le 4 juin 1860 (16 juin dans le calendrier grégorien) à Tchernigov et mort le 10 janvier 1933 à Samara, est un historien russe, académicien de l'Académie des sciences de Russie en 1920 et l'une des victimes principales de l'Affaire de l'Académie (1929-1931).

## Biographie
Platonov est le fils unique d'un imprimeur moscovite installé à Tchernigov, Fiodor Platonovitch Platonov et de son épouse, née Cléopâtre Alexandrovna Khrissanfova. La famille déménage en 1869 à Saint-Pétersbourg, lorsque le père est nommé à la tête de l'imprimerie du ministère de l'Intérieur. Il est inscrit à la noblesse héréditaire en 1878. Sergueï Platonov poursuit ses études au lycée Bytchkov. Il tombe malade du typhus à l'âge de dix-sept ans. Il songe d'abord à une carrière littéraire, ce qui le mène à l'âge de dix-huit ans à la faculté d'histoire et de philosophie de l'université impériale de Saint-Pétersbourg et choisit grâce aux leçons du professeur Bestoujev-Rioumine (1829-1897) de s'orienter vers la filière historique. Il suit également les cours du byzantinologue Vassili Vassilievski (1838-1899) et du juriste Alexandre Gradovski (1841-1889).
Après ses études, il est appelé à se préparer au professorat, sa thèse portant sur le Temps des Troubles pour laquelle il étudie notamment cent-cinquante manuscrits du XVIIe siècle. Sa thèse est publiée en 1888 dans le Journal du ministère de l'Instruction publique et il accède au titre de magister philosophiæ, puis à celui de privat-dozent le 6 février 1889 et enfin en 1890 à celui de docteur de la chaire d’histoire de la Russie de l'université impériale de Saint-Pétersbourg.
Platonov enseigne l'histoire russe entre 1895 et 1902 aux grands-ducs Michel Alexandrovitch, Dimitri Pavlovitch et André Vladimirovitch, ainsi qu'à la grande-duchesse Olga Alexandrovna (sœur du futur Nicolas II).
Platonov s'inspire de la « grande idée historique » de Sergueï Soloviov (1820-1879), selon laquelle il ne faut par considérer l'origine de la Russie moderne uniquement dans les réformes de Pierre le Grand, mais dans les événements du Temps des Troubles, tels qu'il les dessine dans sa thèse intitulée Essais sur l'histoire du Temps des Troubles dans la Moscovie des XVIe et XVIIe siècles qui est publiée en 1899 et qu'il défend le 30 octobre 1899 à l'université Saint-Vladimir de Kiev. Son principal opposant au jury est nommé en la personne du professeur Vladimir Ikonnikov (1841-1923).
Sergueï Platonov est nommé doyen de la faculté d'histoire et de philologie de l'université de Saint-Pétersbourg, de 1900 à 1905. Il dirige à partir de 1903 le tout nouvel Institut pédagogique féminin. Il est nommé professeur émérite en 1912 et fait valoir ses droits à la retraite en janvier 1913, transmettant sa chaire à Sergueï Rojdestvenski. Il abandonne également la direction de l'Institut pédagogique féminin en 1916. Il s'installe avec toute sa famille dans un appartement de la perspective Kamennoostrovski.
La révolution d'Octobre le prend de court, mais au bout de quelques mois il collabore étroitement avec le nouveau pouvoir, aidant David Riazanov (1870-1938) à la sauvegarde des archives historiques de Pétrograd (ex Saint-Pétersbourg) et de la Bibliothèque publique.

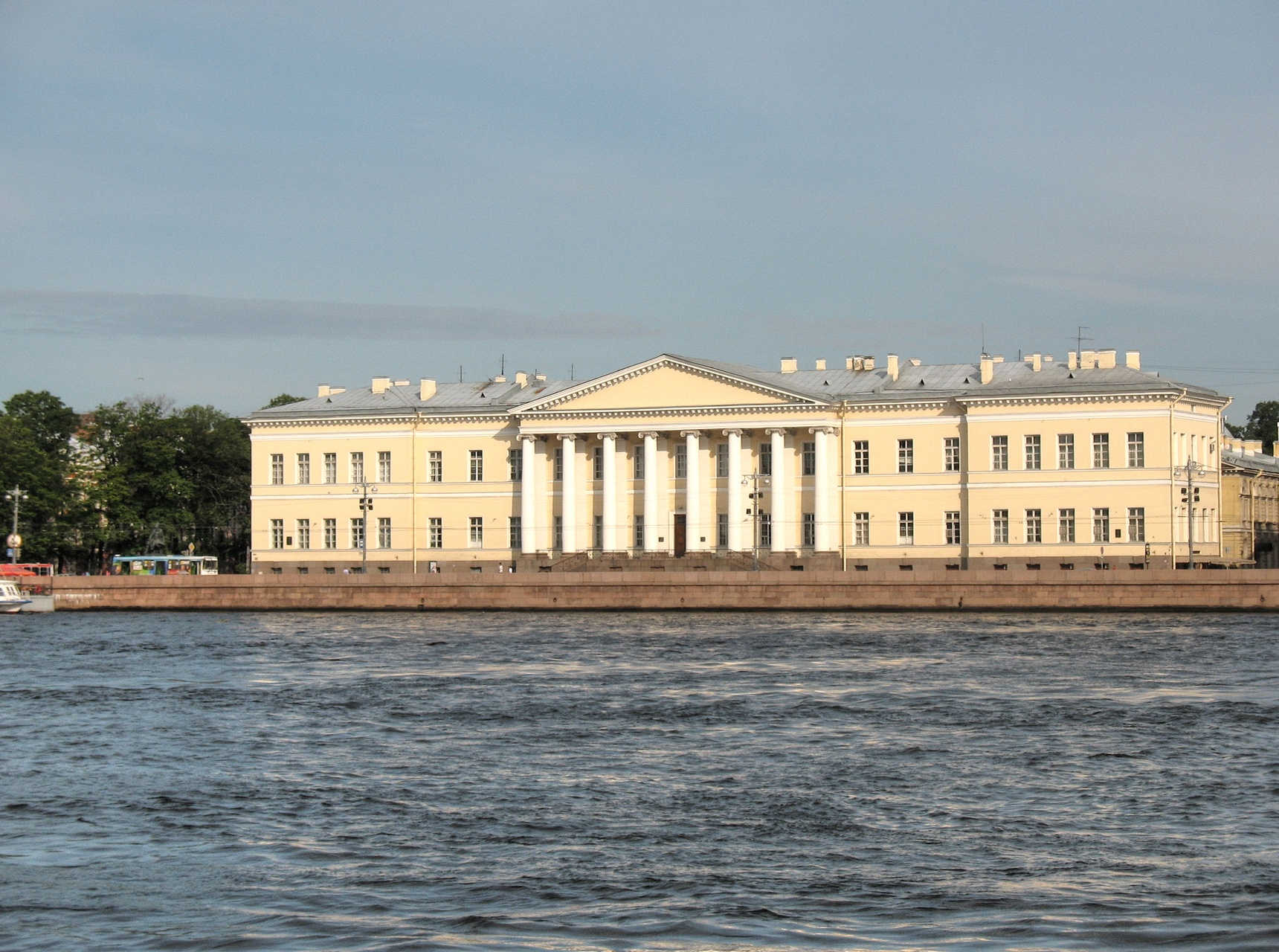
Façade de l'Académie des sciences d'URSS, aujourd'hui filiale de Saint-Pétersbourg, de l'Académie des sciences de Russie

Entre 1918 et 1929, il est à la tête de la Commission archéographique ; entre 1918 et 1923, il est directeur de l'Institut d'archéologie de Pétrograd et des Archives centrales de Pétrograd. Il est également à la tête de nombreuses commissions historiques, rédacteur au Messager de la science et rédacteur en chef du Journal historique russe, etc.
Sergueï Platonov est élu à l'Académie le 3 avril 1920 et dirige la commission permanente historique de l'Académie à partir de 1922. Il se rend à Berlin devant ses collègues allemands de l'Académie de Berlin pour prononcer, le 11 juillet 1928, une conférence sur Les problèmes du nord de la Russie dans l'historiographie récente au cours de laquelle il est en relation avec des historiens émigrés russes (dont son ancien élève le grand-duc André), ce qui figurera plus tard dans son acte de condamnation. Après ce voyage, il est obligé de démissionner de son poste de directeur de la Bibliothèque de l'Académie des sciences d'URSS, à l'automne.
L'Affaire de l'Académie, montée par la Guépéou, démarre au début de l'année 1929. Il est démis de ses fonctions de directeur de la Maison Pouchkine (institut de littérature de l'Académie) en mars suivant, mais l'Académie des sciences d'URSS l'élit le même mois comme secrétaire de la section des sciences humaines et membre de son præsidium.

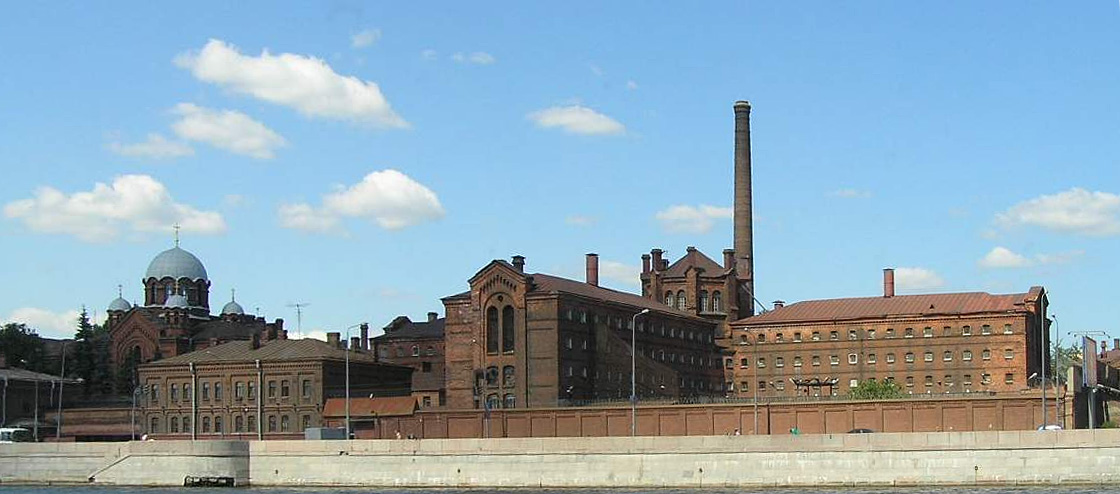
Prison de Kresty vue des rives de la Néva

Platonov est arrêté par le tchékiste Andreï Mossevitch dans la nuit du 12 janvier 1930, avec sa fille cadette Maria, sous l'accusation de fomenter une « action anti-soviétique active et de participer à une organisation contre-révolutionnaire ». Après dix-neuf mois d'incarcération à la prison de la Chlaperka et à la prison de Kresty de Léningrad, il est condamné à cinq ans d'exil à Samara avec ses deux filles Maria et Olga. Il y meurt d'un arrêt cardiaque, le 10 janvier 1933. Il est enterré au cimetière municipal.
De nombreux académiciens et savants sont arrêtés, emprisonnés ou fusillés au cours de cet épisode de la répression stalinienne.
Il est réhabilité le 20 juillet 1967 par la Cour suprême d'URSS.

## Famille
Le professeur Platonov était marié avec Nadejda Nikolaïevna Chamonina (morte en 1928) dont il eut quatre filles et un fils (Mikhaïl Sergueïevitch Platonov, futur professeur de chimie de l'Institut technologique de Léningrad, fusillé en mars 1942).

## Source
- (ru) Cet article est partiellement ou en totalité issu de l’article de Wikipédia en russe intitulé « Платонов, Сергей Фёдорович » (voir la liste des auteurs).